# Ferrari SP3JC
Ferrari SP3JC – samochód sportowy klasy wyższej typu one-off wyprodukowany pod włoską marką Ferrari w 2018 roku.

## Historia i opis modelu
W listopadzie 2018 roku Ferrari przedstawiło piąty i zarazem ostatni model zbudowany na bazie sportowo-luksusowego grand tourera F12berlinetta, który ponownie powstał w ramach specjalnej linii modelowej Special Products. SP3JC przyjęło postać dwumiejscowego roadstera z charakterystycznym, dwubarwnym malowaniem nadwozia łączącym niebieski z białym oraz oznaczenie numerem 3. 
Pod kątem stylistycznym SP3JC wyróżnił przeprojektowany pas przedni na czele z inną atrapą chłodnicy, a także inaczej stylizowana tylna część nadwozia, którą wzbogacono dwiema parami lamp oraz rozbudowany pakiet wlotów powietrza. Karoserię wykonano z połączenia aluminium oraz włókna węglowego dla pozyskania optymalnej, relatywnie niskiej masy pojazdu. Za inspirację stylistyczną posłużył model 250 GTO z lat 60. XX wieku.
Podobnie jak przedstawione w 2016 roku SP275 RW Competizione, Ferrari SP3JC zapożyczyło jednostkę napędową z wyczynowej, topowej odmiany F12berlinetty o nazwie F12tdf. W ten sposób, wolnossące V12 o pojemności 6,3 litra zyskało większą moc 769 KM pozwalającą osiągnąć 100 km/h w 2,9 sekundy i rozpędzić się do 340 km/h.

### Sprzedaż
Pierwotnie Ferrari SP3JC miało powstać tylko w jednym egzemplarzu, zgodnie z założeniami serii Special Products zakładającej budowę unikatowych egzemplarzy samochodów na indywidualne zamówienie. W styczniu 2019 roku ujawniono jednakże, że brytyjski klient zamówił jeszcze jedną sztukę odróżniającą się innym, czerwono-szarym malowaniem nadwozia i kierownicą przystosowaną dla odmiany do ruchu prawostronnego.

### Silnik
- V12 6.3l 769 KM